# Copibryophila angelica
Copibryophila angelica är en fjärilsart som beskrevs av Smith 1900. Copibryophila angelica ingår i släktet Copibryophila och familjen nattflyn. Inga underarter finns listade i Catalogue of Life.